# Jägerbomb
El Jägerbomb és una combinació "bomba" de begudes, a causa de la seva graduació i contingut excitant, en la qual es deixa caure un colpet de Jägermeister en un vas de beguda energètica (típicament Red Bull). De vegades, aquesta beguda s'identifica incorrectament com a "colpet" tradicional.

## Preparació comercial
Un Jägerbomb es ven generalment amb una llauna de Red Bull o una beguda energètica equivalent, dins un got de pinta i que s'acompanya també de Jägermeister introduït dins un got de colpet. El got de Jägermeister es deixa caure al de Red Bull.

### Jäger-train
Un tren de Jäger és un mètode teatral per preparar les begudes quan s'han ordenat en fila múltiples Jägerbombs. Els gots de Red Bull s'alineen i es col·loca un got buit en un extrem. Les boques dels gots de Jägermeister en fila en forma com d'ulleres. El primer got de vidre (que es troba a l'extrem buit) s'encén; i cau al Red Bull del got següent i, si es posicionen correctament, es produirà un cop sobre el següent got, de manera que es crearà un efecte dòmino, provocant que cada copa caigui en un got de Red Bull. Perquè el truc funcioni, la sèrie de gots cal que siguin prou altes (o les copes prou estretes) de manera que el cop d'un passi al cop del següent seguint una seqüència. El tren també es pot organitzar en un anell Jäger que es completa.
- Mètode per servir un tren de combinats Jägerbomb.
- Un tren Jägerbomb amb 50 combinats.

## Riscos per a la salut
Els efectes d'un Jägerbomb elaborat amb una beguda energètica són similars als d'altres begudes que contenen tant cafeïna com alcohol. Aquests efectes són diferents dels de les begudes estrictament alcohòliques. Això s'atribueix al fet que la cafeïna té un efecte estimulant sobre el sistema nerviós central, mentre que l'alcohol té un efecte depressor. En conseqüència, alguns dels efectes de la intoxicació amb alcohol queden emmascarats. Tanmateix, la cafeïna no afecta la reducció de la coordinació motora que se sol veure en persones intoxicades. Hi ha hagut informes de bevedors hospitalitzats després d'un consum excessiu de Jägerbombs per l'efecte d'excessiva cafeïna.
Un estudi brasiler realitzat el 2006 va trobar que la combinació d'una beguda energètica i alcohol “sembla demostrar-nos que l'ús de begudes energètiques pot predisposar a les persones a abusar de l'alcohol quan els seus efectes depressius –o almenys la percepció d'aquests efectes– són emmascarats per aquestes”. La professora Roseli Boergnen de Lacerda, que va realitzar l'estudi, també va advertir d'un altre possible efecte: “un risc més elevat d'accidents de cotxe perquè [les persones que bevien begudes energètiques amb alcohol] se sentien menys intoxicades del que en realitat estaven”.